# Varuautomater i Sverige

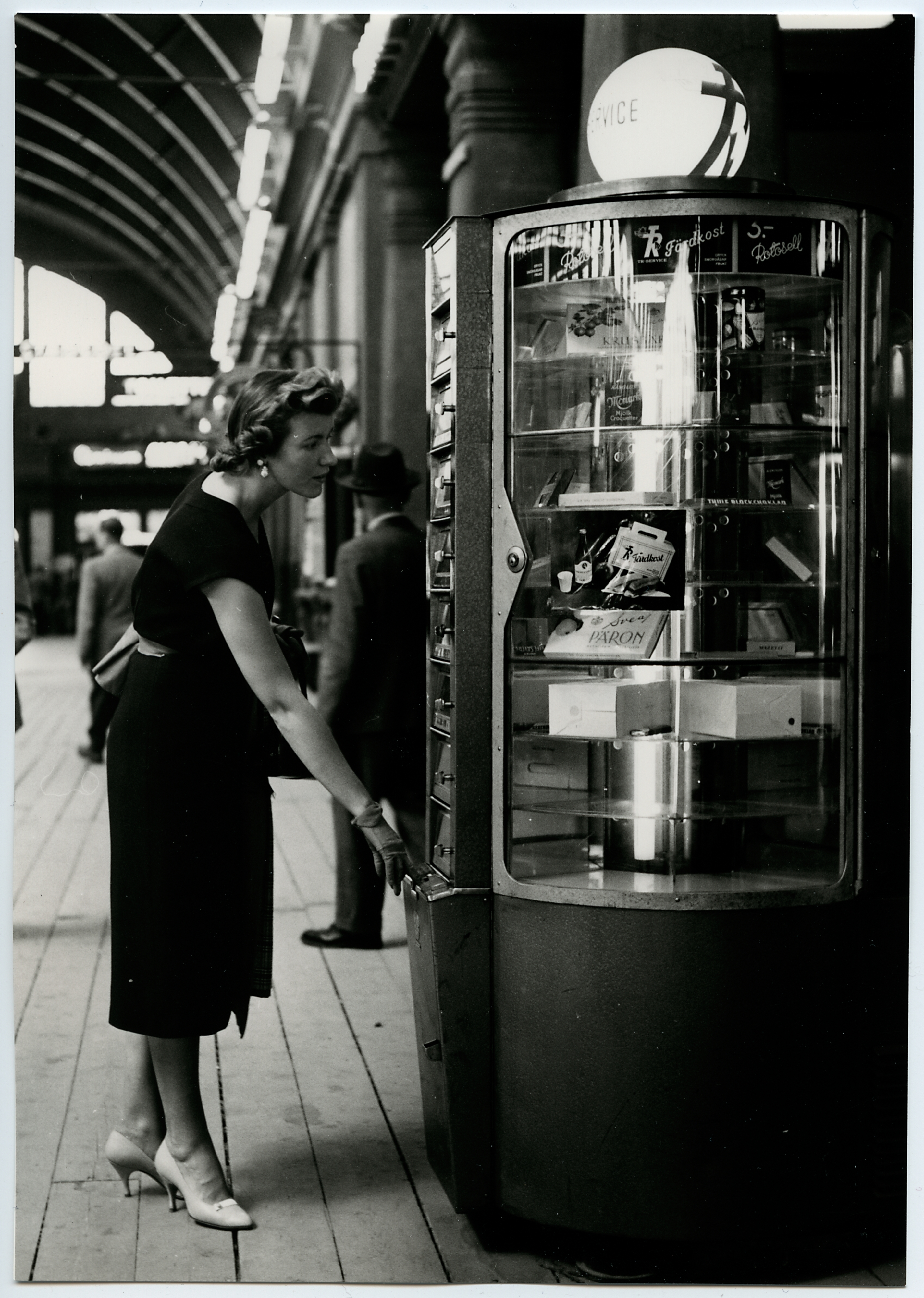
Varuautomat på Stockholms Centralstation år 1957.

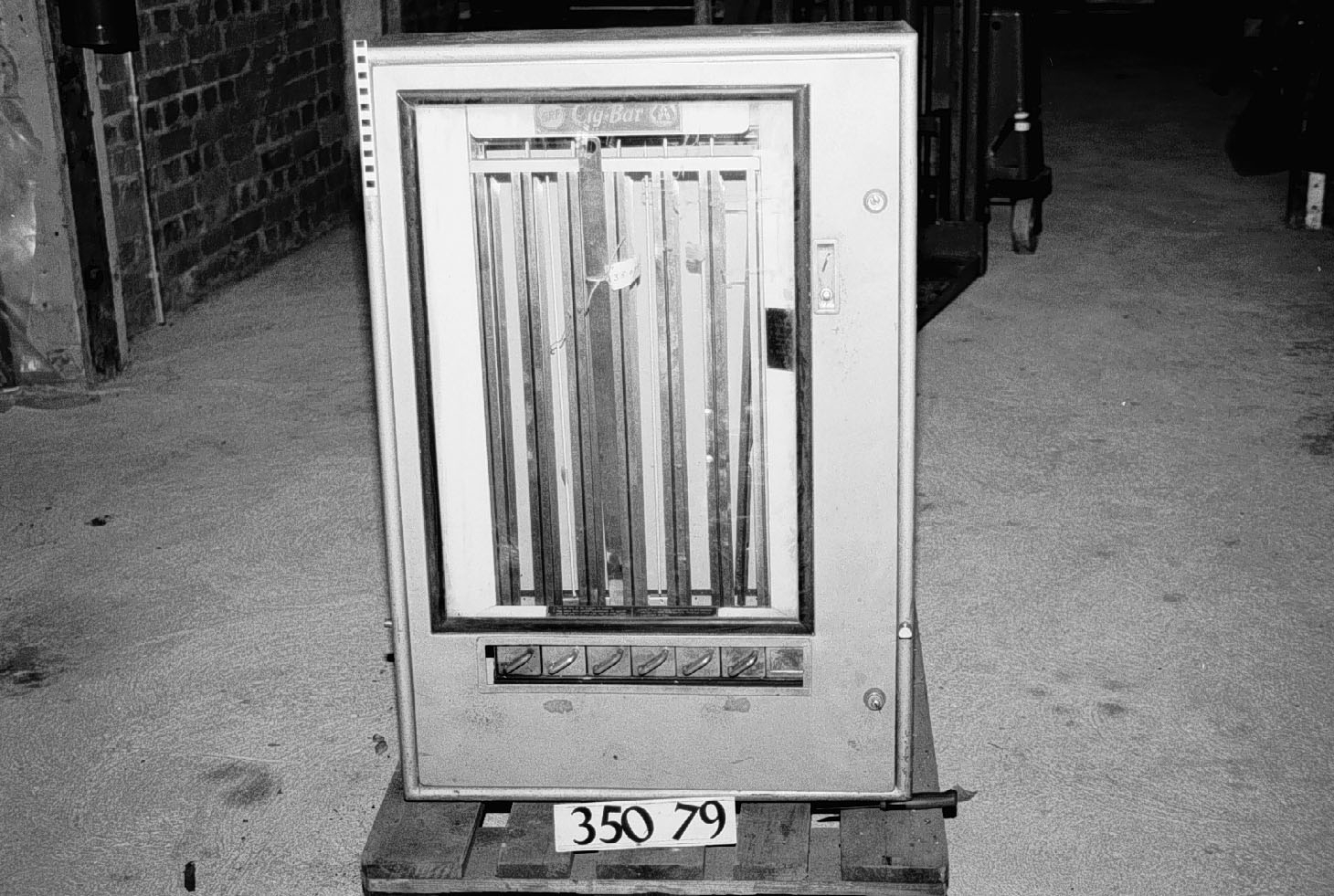
Grålackerad automat med plats för 6 olika märken av cigaretter i 20-förpackning.

Varuautomater i Sverige introducerades för första gången i slutet av 1890-talet. Det nya konceptet varuautomaten möjliggjorde inköp utanför affärernas öppettider. Under automaternas stormaktstid kunde i princip allt köpas i automater men vanligast var mejeriprodukter, kondomer, strumpor och cigaretter. Efter 1970-talet var de äldre automaterna ett minne blott. Butikernas förlängda öppettiderna samt inflationen, som gjorde myntautomater opraktiska, hade konkurrerat ut de svenska automaterna tills nästan bara Selectas golvstående automater på tunnelbanans perronger och busstationer kvar. I takt med att självbetjäning blivit allt viktigare har varuautomaterna fått en marknad igen. Med influenser från exempelvis USA, Storbritannien, Kina och Japan kan det tänkas att antalet varuatomater i Sverige ökar igen.

## Historisk bakgrund
Fram till år 1972 reglerade affärstidslagen butikernas öppettider, vilket öppnade marknaden för varuautomater som kunde erbjuda ett stort utbud av produkter dygnet runt. Golvstående varuautomaterna kom till Sverige under 1890-talet och importerades från början från Storbritannien via Norge. Det började med automater liknande träboxar som låg staplade i en låda liknande en hiss. Sedan kunden betalat några tioöringar och tryckt på rätt knapp kunde denne hämta rätt vara ur en lucka. Till en början fanns ett begränsat utbud av varor, exempelvis chokladbitar och plåster, sen sortimentet expanderade i rask takt. Under 1920-talet började handlare montera upp automater på ytterväggarna i anslutning till sina butiker, vilket gav upphov till ett bredare sortiment.
De engelska träautomaterna gick att manipulera genom att använda plåtbitar istället för mynt, eller i vissa fall stoppa ner handen och ta varan utan att betala. Detta resulterade i en politisk debatt huruvida automaterna var passande på Sveriges gator. Förslaget att förbjuda automaterna lades ner då det skulle bidra till ett bakslag mot de handlare som investerat i automaterna. Detta i kombination med att ingenjörer ständigt arbetade för en förbättrad säkerhet, till exempel ersattes träautomaterna mot automater i plåt.
Under senare halvan av 1930-talet fanns det cirka 8 000 automater, med varor tillsammans värda ungefär 12 miljoner kronor placerade runt om i Sverige. Det sägs att det under denna period såldes ungefär en tredjedels frukt och resterande konfektyr. År 1939 uppstod en lämpligheten i att sälja cigaretter i varuautomat. Åsikterna var delade men förslaget gick igenom, och efter Andra världskrigets slut fanns varan i svenska varuautomater. Efter Andra världskriget fick automathandeln en ytterligare betydelse hos svenska konsumenter eftersom ransoneringen efter kriget bidrog till att produkterna på hyllorna i butikerna var slut samtidigt som affärstidslagen ändrat de tillåtna öppettiderna, från 8–19 måndag-lördag och stängt söndag till 9–18 vardagar, 9–13 lördagar och stängt söndagar. Det var under 1950-talet, sedan snabbköp slagit igenom under 1940-talet som automathandeln hade sin stormaktstid. Nu gick det även att köpa kylvaror som mjölk, ost och ägg.
Sveriges största varuautomat ägdes av Ica-handlaren Bror Andersson och fanns utanför dennes butik i Skanstull, i hörnan Götgatan-Ringvägen i Stockholm. I automaten fanns det totalt 1550 luckor uppradade på 30 meter. Bakom hyllorna fanns personal som fyllde på hyllorna, varigenom man kringgick lagen om butikers öppettider. Under en vanlig helg under 60-talet såldes ungefär 800 liter mjölk. Automatanläggningen var så stor att den under en period klassades som världens största automatförsäljning. Automaten kom från företaget Levin, etablerade i Malmö. Under 1920-talet etablerade sig Levin, Svenska Automatfabriken och Tre Pilar som ledande svenska producenter av varuautomater. Sortimenten var stort och innehöll strumpor, kondomer, godis, mat och cigaretter.
Omfors Fabriker var belägen i Malmö och tillverkade tusentals rostfria automater som placerades såväl inne som ute. Designen på de olika automaterna varierade beroende på produkt och efterfrågan blev så pass stor att företaget i mitten av 1900-talet exporterade sina produkter till England, Italien och Österrike. I princip allt en konsument kunde tänka sig gick att köpa i dessa automater, utom alkohol.
En varuautomat som fortfarande är en sevärdhet är automaten i Järbo. Där automaten är placerad, fanns det fram till ungefärligt 90-tal en lanthandel men när affären stängde ner fortsatte verksamheten med varuautomaten som installerades 1956. Automaten var i bruk fram tills 2017 när de svenska mynten bytte storlek, och de nya mynten inte fungerade i automaten. Därefter blev automaten en mindre turistattraktion, såsom den äldsta offentliga varuautomaten.

### Automatrestauranger

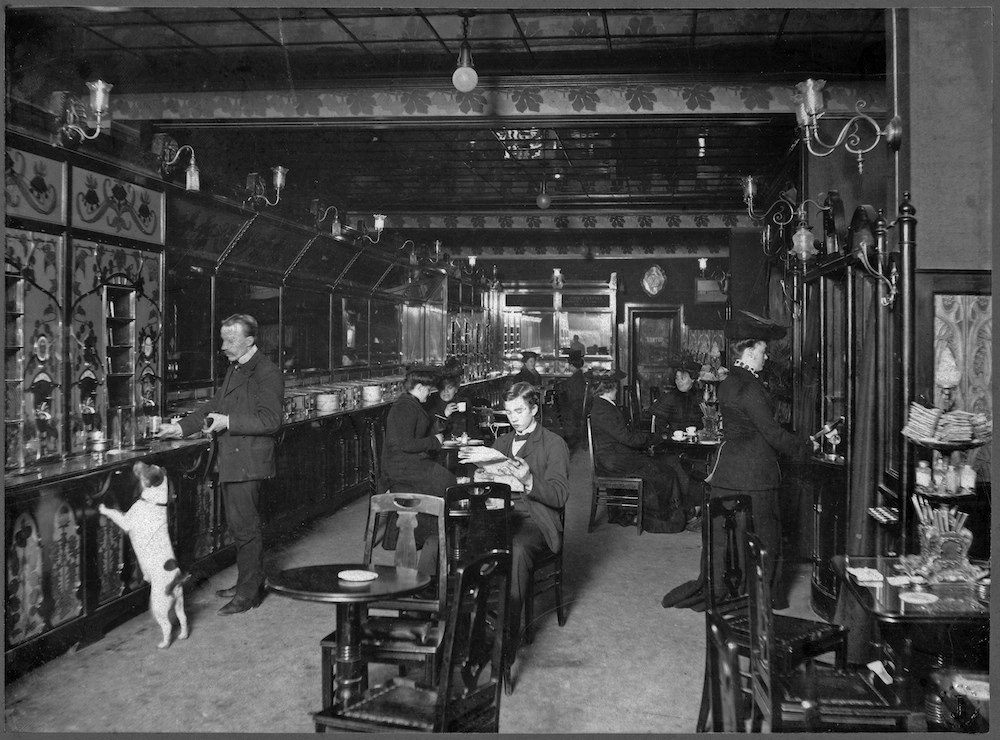
Inuti en automatrestaurang i Sverige omkring år 1905.

Samtidigt som de golvstående automaterna kom under tidigt 1900-tal öppnades den första automatrestaurangen i Sverige  år 1899 i inspiration från Hamburg, Paris och Christiania. Restaurang och caféautomaterna var från början ett tyskt fenomen som etablerades 1896. Svenska entreprenörer försökte därefter efterlikna restaurangerna och blev senare stora leverantörer inom branschen med företaget AB Nya Fabrikautomaten i framkant. I Sverige fanns det ett 100-tal olika automatrestauranger och caféer där Malmö och Göteborg hade 15 vardera och Stockholm var ledande med ungefär 60 stycken.

### Kondomautomater
Kondomautomaten fick en betydande roll i Sverige när de blev lagliga år 1959 eftersom den svenska befolkningen tidigare endast kunnat köpa kondomer hos frisörer och hygienbutiker med särskilda tillstånd. Kondomautomaterna möjliggjorde mer diskreta och accepterade inköp som uppmuntrade till skyddat sex. RFSU AB och HEA gummi är två exempel på företag som började sälja kondomer runt om i Sverige i början av 60-talet på såväl militärförläggningar som centrala platser i landet. Det var svårt för företagen att få tillstånd att sätta upp automaterna på husväggarna då det inte enbart var tillstånd från fastighetsskötarna som behövdes utan även tillstånd från kommun, barnavårdsnämnden och fjärdingsmannen för att sedan behöva söka bygglov. Anledningen till att det var svårt att få upp större automater var på grund av att automaterna inte fick byggas på platser där de kunde väcka anstöt samtidigt som det skulle sitta såpass högt upp på fasaden så att ej minderåriga kunde nå maskinen. Som följd av detta fortsatte kondomautomaterna vara i mindre "boxformat".  När kondomer den första juli 1970 blev lagligt att sälja utan polisens specialtillstånd öppnade det upp för vanliga butiker att sälja varan och automaternas innebörd inte blev lika stor. Detta i kombination med att vandalismen mot kondomautomaterna blev så pass stor försvann kondomautomaternas marknad helt under 70-talet.

## Varuautomaternas nedgång
I slutet av 1970-talet fanns få varuautomater kvar i Sverige. Att affärstidslagen upphörde 1972 ledde till att många butiker utökade sina öppettider, vilket minskade efterfrågan på automater med färskvaror. Därmed var de butiksanknutna väggautomaternas tid förbi. Utomhusautomater som sålde tidningar, cigaretter, godis och kondomer fanns kvar till slutet av 1970-talet, när inflationen gjort företaget Omfors automater omöjliga. Deras räkneverk gick nämligen inte att ställa om till priser över 10 kronor. Det förekom även att automaterna vandaliserades, vilket sänkte deras lönsamhet. Omfors gick i konkurs 1974.
Marabous dotterbolag Svensk automatförsäljning, grundat 1956 och sysselsatt med chokladautomater, utvecklades till Selecta vars varuautomater finns på flertalet av landets järnvägsstationer och bussterminaler. Skåpen har moderniserats och går inte att plundra, sedan betalmedlen ändrats till betalkort och Swish. Ett fåtal mindre varuautomater finns fortfarande i bruk på några varuhus och restaurangers toaletter, innehållande exempelvis mensskydd och pappersnäsdukar.